# Rezolucja Rady Bezpieczeństwa ONZ nr 243
Rezolucja Rady Bezpieczeństwa ONZ nr 243 została przyjęta jednomyślnie 12 grudnia 1967 r.
Po przeanalizowaniu wniosku Jemenu Południowego o członkostwo w Organizacji Narodów Zjednoczonych, Rada zaleciła Zgromadzeniu Ogólnemu przyjęcie tego państwa do swojego grona.

## Źródło
- UNSCR - Resolution 243